# Virtuelles Gut
Ein Virtuelles Gut ist in der Wirtschaftswissenschaft ein Gut, das für den Nachfrager nur in einer virtuellen Welt einen Gebrauchswert hat.

## Allgemeines
Güter werden in der Volkswirtschaftslehre im Hinblick auf ihre physische Beschaffenheit unterteilt in Sachgüter (materielle Güter), immaterielle Güter (Dienstleistungen) und digitale Güter. Virtuelle Güter stellen eine Sonderform der digitalen Güter dar. 
Das Adjektiv „virtuell“ steht für „scheinbar“ oder „nicht wirklich“ und soll suggerieren, dass es sich um eine nur gedachte Entität handelt, die in ihrer Funktionalität jedoch vorhanden ist. Der Begriff virtuelles Gut soll dieses von den körperlichen Gütern wie Gebrauchsgegenständen (beispielsweise Kraftfahrzeuge, Möbel oder Hardware) oder Verbrauchsgütern (wie Lebensmittel, Nahrungsmittel) unterscheiden. Zu den virtuellen Gütern gehören etwa Computerspiele, soziale Netzwerke im Internet, Videospiele oder kostenpflichtige E-Mails. Ihr Wert (Anschaffungskosten) besteht in einem Kaufpreis, der bei der Anschaffung gegen Zahlung von Geld oder Kryptowährung zu entrichten ist.

## Kriterien
Um als Wirtschaftsgut zu gelten, müssen virtuelle Güter Knappheit aufweisen, der Bedürfnisbefriedigung dienen, Rivalität im Konsum besitzen (Rivalitätsgrad = 1), Persistenz und Vernetzung aufweisen.

## Beispiele
- virtuelles Geschenk an Facebook-Freunde in Form eines Icons (z. B. Blumenstrauß) für 1 US-Dollar.
- Virtuelle Währung Gold im Online-Rollenspiel World of Warcraft.
- Virtueller Gegenstand (z. B. Computerspielfigur).